# باشگاه فوتبال گوارانی (پاراگوئه)
باشگاه فوتبال گوارانی (انگلیسی: Club Guaraní) یک تیم فوتبال از پاراگوئه است که در محله پینوزا در آسونسیون بیرونی مستقر است. این تیم که در ۱۲ اکتبر ۱۹۰۳ تأسیس شد، یکی از قدیمی ترین و یکی از موفق ترین ها در کشور است و با یازده عنوان قهرمانی در لیگ برتر، هرگز به دسته پایین‌تری سقوط نکرده است.